# Nuoto ai campionati mondiali di nuoto 2022
Le competizioni di nuoto ai campionati mondiali di nuoto 2022 si sono svolte dal 18 al 25 giugno 2022 presso la Duna Aréna, nella capitale ungherese Budapest. Sono state disputate un totale di 42 gare: 20 maschili, 20 femminili e 2 miste.

## Calendario
| Data           | Ora (UTC+2) | Evento                                            |
| -------------- | ----------- | ------------------------------------------------- |
| 18 giugno 2022 | 09:00       | Batterie 200 m misti femminili                    |
| 18 giugno 2022 | 09:00       | Batterie 400 m stile libero maschili              |
| 18 giugno 2022 | 09:00       | Batterie 100 m farfalla femminili                 |
| 18 giugno 2022 | 09:00       | Batterie 50 m farfalla maschili                   |
| 18 giugno 2022 | 09:00       | Batterie 400 m stile libero femminili             |
| 18 giugno 2022 | 09:00       | Batterie 100 m rana maschili                      |
| 18 giugno 2022 | 09:00       | Batterie 400 m misti maschili                     |
| 18 giugno 2022 | 09:00       | Batterie staffetta 4x100 m stile libero femminile |
| 18 giugno 2022 | 09:00       | Batterie staffetta 4x100 m stile libero maschile  |
| 18 giugno 2022 | 18:00       | Finale 400 m stile libero maschile                |
| 18 giugno 2022 | 18:00       | Semifinali 100 m farfalla femminili               |
| 18 giugno 2022 | 18:00       | Semifinali 50 m farfalla maschili                 |
| 18 giugno 2022 | 18:00       | Finale 400 m stile libero femminile               |
| 18 giugno 2022 | 18:00       | Semifinali 100 m rana maschili                    |
| 18 giugno 2022 | 18:00       | Semifinali 200 m misti femminili                  |
| 18 giugno 2022 | 18:00       | Finale 400 m misti maschili                       |
| 18 giugno 2022 | 18:00       | Finale staffetta 4x100 m stile libero maschile    |
| 18 giugno 2022 | 18:00       | Finale staffetta 4x100 m stile libero femminile   |
| 19 giugno 2022 | 09:00       | Batterie 100 m dorso femminili                    |
| 19 giugno 2022 | 09:00       | Batterie 100 m dorso maschili                     |
| 19 giugno 2022 | 09:00       | Batterie 100 m rana femminili                     |
| 19 giugno 2022 | 09:00       | Batterie 200 m stile libero maschili              |
| 19 giugno 2022 | 09:00       | Batterie 1500 m stile libero femminili            |
| 19 giugno 2022 | 18:00       | Finale 100 m rana maschile                        |
| 19 giugno 2022 | 18:00       | Finale 100 m farfalla femminile                   |
| 19 giugno 2022 | 18:00       | Semifinali 100 m dorso maschili                   |
| 19 giugno 2022 | 18:00       | Semifinali 100 m rana femminili                   |
| 19 giugno 2022 | 18:00       | Finale 50 m farfalla maschile                     |
| 19 giugno 2022 | 18:00       | Semifinali 100 m dorso femminili                  |
| 19 giugno 2022 | 18:00       | Semifinali 200 m stile libero maschili            |
| 19 giugno 2022 | 18:00       | Finale 200 m misti femminile                      |
| 20 giugno 2022 | 09:00       | Batterie 50 m rana maschili                       |
| 20 giugno 2022 | 09:00       | Batterie 200 m stile libero femminili             |
| 20 giugno 2022 | 09:00       | Batterie 200 m farfalla maschili                  |
| 20 giugno 2022 | 09:00       | Batterie 800 m stile libero maschili              |
| 20 giugno 2022 | 18:00       | Finale 200 m stile libero maschile                |
| 20 giugno 2022 | 18:00       | Finale 1500 m stile libero femminile              |
| 20 giugno 2022 | 18:00       | Semifinali 50 m rana maschili                     |
| 20 giugno 2022 | 18:00       | Finale 100 m dorso femminile                      |
| 20 giugno 2022 | 18:00       | Finale 100 m dorso maschile                       |
| 20 giugno 2022 | 18:00       | Semifinali 200 m stile libero femminili           |
| 20 giugno 2022 | 18:00       | Semifinali 200 m farfalla maschili                |
| 20 giugno 2022 | 18:00       | Finale 100 m rana femminile                       |
| 21 giugno 2022 | 09:00       | Batterie 50 m dorso femminili                     |
| 21 giugno 2022 | 09:00       | Batterie 100 m stile libero maschili              |
| 21 giugno 2022 | 09:00       | Batterie 200 m misti maschili                     |
| 21 giugno 2022 | 09:00       | Batterie 200 m farfalla femminili                 |
| 21 giugno 2022 | 09:00       | Batterie staffetta 4x100 m misti mista            |
| 21 giugno 2022 | 18:00       | Finale 800 m stile libero maschile                |
| 21 giugno 2022 | 18:00       | Finale 200 m stile libero femminile               |
| 21 giugno 2022 | 18:00       | Semifinali 100 m stile libero maschili            |
| 21 giugno 2022 | 18:00       | Semifinali 50 m dorso femminili                   |
| 21 giugno 2022 | 18:00       | Finale 200 m farfalla maschile                    |
| 21 giugno 2022 | 18:00       | Finale 50 m rana maschile                         |
| 21 giugno 2022 | 18:00       | Semifinali 200 m farfalla femminili               |
| 21 giugno 2022 | 18:00       | Semifinali 200 m misti maschili                   |
| 21 giugno 2022 | 18:00       | Finale staffetta 4x100 m misti mista              |
| 22 giugno 2022 | 09:00       | Batterie 100 m stile libero femminili             |
| 22 giugno 2022 | 09:00       | Batterie 200 m dorso maschili                     |
| 22 giugno 2022 | 09:00       | Batterie 200 m rana femminili                     |
| 22 giugno 2022 | 09:00       | Batterie 200 m rana maschili                      |
| 22 giugno 2022 | 09:00       | Batterie staffetta 4x200 m stile libero femminile |
| 22 giugno 2022 | 18:00       | Finale 200 m farfalla femminile                   |
| 22 giugno 2022 | 18:00       | Semifinali 100 m stile libero femminili           |
| 22 giugno 2022 | 18:00       | Finale 100 m stile libero maschile                |
| 22 giugno 2022 | 18:00       | Finale 50 m dorso femminile                       |
| 22 giugno 2022 | 18:00       | Semifinali 200 m rana maschili                    |
| 22 giugno 2022 | 18:00       | Finale 200 m misti maschile                       |
| 22 giugno 2022 | 18:00       | Semifinali 200 m rana femminili                   |
| 22 giugno 2022 | 18:00       | Semifinale 200 m dorso maschile                   |
| 22 giugno 2022 | 18:00       | Finale staffetta 4x200 m stile libero femminile   |
| 23 giugno 2022 | 09:00       | Batterie 100 m farfalla maschili                  |
| 23 giugno 2022 | 09:00       | Batterie 200 m dorso femminili                    |
| 23 giugno 2022 | 09:00       | Batterie 50 m stile libero maschili               |
| 23 giugno 2022 | 09:00       | Batterie 50 m farfalla femminili                  |
| 23 giugno 2022 | 09:00       | Batterie staffetta 4x200 m stile libero maschile  |
| 23 giugno 2022 | 09:00       | Batterie 800 m stile libero femminili             |
| 23 giugno 2022 | 18:00       | Finale 100 m stile libero femminile               |
| 23 giugno 2022 | 18:00       | Semifinali 100 m farfalla maschili                |
| 23 giugno 2022 | 18:00       | Semifinali 200 m dorso femminili                  |
| 23 giugno 2022 | 18:00       | Semifinali 50 m stile libero maschili             |
| 23 giugno 2022 | 18:00       | Finale 200 m rana femminile                       |
| 23 giugno 2022 | 18:00       | Finale 200 m dorso maschile                       |
| 23 giugno 2022 | 18:00       | Semifinali 50 m farfalla femminili                |
| 23 giugno 2022 | 18:00       | Finale 200 m rana maschile                        |
| 23 giugno 2022 | 18:00       | Finale staffetta 4x200 m stile libero maschile    |
| 24 giugno 2022 | 09:00       | Batterie 50 m stile libero femminili              |
| 24 giugno 2022 | 09:00       | Batterie 50 m dorso maschili                      |
| 24 giugno 2022 | 09:00       | Batterie 50 m rana femminili                      |
| 24 giugno 2022 | 09:00       | Batterie staffetta 4x100 m stile libero mista     |
| 24 giugno 2022 | 09:00       | Batterie 1500 m stile libero maschili             |
| 24 giugno 2022 | 18:00       | Finale 50 m farfalla femminile                    |
| 24 giugno 2022 | 18:00       | Finale 50 m stile libero maschile                 |
| 24 giugno 2022 | 18:00       | Semifinali 50 m stile libero femminili            |
| 24 giugno 2022 | 18:00       | Semifinali 50 m rana femminili                    |
| 24 giugno 2022 | 18:00       | Finale 100 m farfalla maschile                    |
| 24 giugno 2022 | 18:00       | Finale 200 m dorso femminile                      |
| 24 giugno 2022 | 18:00       | Semifinali 50 m dorso maschili                    |
| 24 giugno 2022 | 18:00       | Finale 800 m stile libero femminile               |
| 24 giugno 2022 | 18:00       | Finale staffetta 4x100 m stile libero mista       |
| 25 giugno 2022 | 09:00       | Batterie 400 m misti femminili                    |
| 25 giugno 2022 | 09:00       | Batterie staffetta 4x100 m misti maschile         |
| 25 giugno 2022 | 09:00       | Batterie staffetta 4x100 m misti femminile        |
| 25 giugno 2022 | 18:00       | Finale 50 m dorso maschile                        |
| 25 giugno 2022 | 18:00       | Finale 50 m rana femminile                        |
| 25 giugno 2022 | 18:00       | Finale 1500 m stile libero maschile               |
| 25 giugno 2022 | 18:00       | Finale 50 m stile libero femminile                |
| 25 giugno 2022 | 18:00       | Finale 400 m misti femminile                      |
| 25 giugno 2022 | 18:00       | Finale staffetta 4x100 m misti maschile           |
| 25 giugno 2022 | 18:00       | Finale staffetta 4x100 m misti femminile          |

## Podi

### Uomini
| Evento                          | Oro | Tempo    | Argento | Tempo    | Bronzo | Tempo         |
| ------------------------------- | --- | -------- | --- | -------- | --- | ------------- |
| Stile libero                    | |          | |          | |               |
| 50 m (dettagli)                 | Benjamin Proud | 21"32    | Michael Andrew | 21"41    | Maxime Grousset | 21"57         |
| 100 m (dettagli)                | David Popovici | 47"58    | Maxime Grousset | 47"64    | Joshua Liendo | 47"71         |
| 200 m (dettagli)                | David Popovici | 1'43"21  | Hwang Sun-woo | 1'44"47  | Thomas Dean | 1'44"98       |
| 400 m (dettagli)                | Elijah Winnington | 3'41"22  | Lukas Märtens | 3'42"85  | Guilherme da Costa | 3'43"31       |
| 800 m (dettagli)                | Robert Finke | 7'39"36  | Florian Wellbrock | 7'39"63  | Mychajlo Romančuk | 7'40"05       |
| 1500 m (dettagli)               | Gregorio Paltrinieri | 14'32"80 | Robert Finke | 14'36"70 | Florian Wellbrock | 14'36"94      |
| Dorso                           | |          | |          | |               |
| 50 m (dettagli)                 | Justin Ress | 24"12    | Hunter Armstrong | 24"14    | Ksawery Masiuk | 24"49         |
| 100 m (dettagli)                | Thomas Ceccon | 51"60    | Ryan Murphy | 51"97    | Hunter Armstrong | 51"98         |
| 200 m (dettagli)                | Ryan Murphy | 1'54"52  | Luke Greenbank | 1'55"16  | Shaine Casas | 1'55"35       |
| Rana                            | |          | |          | |               |
| 50 m (dettagli)                 | Nic Fink | 26"45    | Nicolò Martinenghi | 26"48    | Michael Andrew | 26"72         |
| 100 m (dettagli)                | Nicolò Martinenghi | 58"26    | Arno Kamminga | 58"62    | Nic Fink | 58"65         |
| 200 m (dettagli)                | Zac Stubblety-Cook | 2'07"07  | Yū Hanaguruma Erik Persson | 2'08"38  | Non assegnato | Non assegnato |
| Farfalla                        | |          | |          | |               |
| 50 m (dettagli)                 | Caeleb Dressel | 22"57    | Nicholas Santos | 22"78    | Michael Andrew | 22"79         |
| 100 m (dettagli)                | Kristóf Milák | 50"14    | Naoki Mizunuma | 50"94    | Joshua Liendo | 50"97         |
| 200 m (dettagli)                | Kristóf Milák | 1'50"34  | Léon Marchand | 1'53"37  | Tomoru Honda | 1'53"61       |
| Misti                           | |          | |          | |               |
| 200 m (dettagli)                | Léon Marchand | 1'55"22  | Carson Foster | 1'55"71  | Daiya Seto | 1'56"22       |
| 400 m (dettagli)                | Léon Marchand | 4'04"28  | Carson Foster | 4'06"56  | Chase Kalisz | 4'07"47       |
| Staffette                       | |          | |          | |               |
| 4x100 m stile libero (dettagli) | Stati Uniti Caeleb Dressel (47"67) Ryan Held (46"99) Justin Ress (47"48) Brooks Curry (47"20) Hunter Armstrong*                            | 3'09"34  | Australia William Yang (48"41) Matthew Temple (48"17) Jack Cartwright (47"62) Kyle Chalmers (46"60)                                       | 3'10"80  | Italia Alessandro Miressi (48"38) Thomas Ceccon (47"57) Lorenzo Zazzeri (47"35) Manuel Frigo (47"65)                       | 3'10"95       |
| 4x200 m stile libero (dettagli) | Stati Uniti Drew Kibler (1'45"54) Carson Foster (1'45"04) Trenton Julian (1'45"31) Kieran Smith (1'44"35) Trey Freeman* Coby Carrozza*     | 7'00"24  | Australia Elijah Winnington (1'45"83) Zac Incerti (1'45"51) Samuel Short (1'46"44) Mack Horton (1'45"72) Brendon Smith*                   | 7'03"50  | Gran Bretagna James Guy (1'46"31) Jacob Whittle (1'46"80) Joe Litchfield (1'47"36) Thomas Dean (1'43"53) Matthew Richards* | 7'04"00       |
| 4x100 m misti (dettagli)        | Italia Thomas Ceccon (51"93) Nicolò Martinenghi (57"47) Federico Burdisso (50"63) Alessandro Miressi (47"48) Piero Codia* Lorenzo Zazzeri* | 3'27"51  | Stati Uniti Ryan Murphy (52"51) Nic Fink (57"86) Michael Andrew (50"06) Ryan Held (47"36) Hunter Armstrong* Trenton Julian* Brooks Curry* | 3'27"79  | Gran Bretagna Luke Greenbank (53"81) James Wilby (58"82) James Guy (51"23) Thomas Dean (47"45) Jacob Peters* Lewis Burras* | 3'31"31       |

Nota: * indica i nuotatori che hanno gareggiato solamente in batteria.

### Donne
| Evento                          | Oro | Tempo    | Argento | Tempo    | Bronzo | Tempo    |
| ------------------------------- | --- | -------- | --- | -------- | --- | -------- |
| Stile libero                    | |          | |          | |          |
| 50 m (dettagli)                 | Sarah Sjöström | 23"98    | Katarzyna Wasick | 24"18    | Meg Harris Erika Brown | 24"38    |
| 100 m (dettagli)                | Mollie O'Callaghan | 52"67    | Sarah Sjöström | 52"80    | Torri Huske | 52"92    |
| 200 m (dettagli)                | Yang Junxuan | 1'54"92  | Mollie O'Callaghan | 1'55"22  | Tang Muhan | 1'56"25  |
| 400 m (dettagli)                | Katie Ledecky | 3'58"15  | Summer McIntosh | 3'59"39  | Leah Smith | 4'02"08  |
| 800 m (dettagli)                | Katie Ledecky | 8'08"04  | Kiah Melverton | 8'18"77  | Simona Quadarella | 8'19"00  |
| 1500 m (dettagli)               | Katie Ledecky | 15'30"15 | Katie Grimes | 15'44"89 | Lani Pallister | 15'48"96 |
| Dorso                           | |          | |          | |          |
| 50 m (dettagli)                 | Kylie Masse | 27"31    | Katharine Berkoff | 27"39    | Analia Pigrée | 27"40    |
| 100 m (dettagli)                | Regan Smith | 58"22    | Kylie Masse | 58"40    | Claire Curzan | 58"67    |
| 200 m (dettagli)                | Kaylee McKeown | 2'05"08  | Phoebe Bacon | 2'05"12  | Rhyan White | 2'06"96  |
| Rana                            | |          | |          | |          |
| 50 m (dettagli)                 | Rūta Meilutytė | 29"70    | Benedetta Pilato | 29"80    | Lara van Niekerk | 29"90    |
| 100 m (dettagli)                | Benedetta Pilato | 1'05"93  | Anna Elendt | 1'05"98  | Rūta Meilutytė | 1'06"02  |
| 200 m (dettagli)                | Lilly King | 2'22"41  | Jenna Strauch | 2'23"04  | Kate Douglass | 2'23"20  |
| Farfalla                        | |          | |          | |          |
| 50 m (dettagli)                 | Sarah Sjöström | 24"95    | Mélanie Henique | 25"31    | Zhang Yufei | 25"32    |
| 100 m (dettagli)                | Torri Huske | 55"64    | Marie Wattel | 56"14    | Zhang Yufei | 56"41    |
| 200 m (dettagli)                | Summer McIntosh | 2'05"20  | Hali Flickinger | 2'06"08  | Zhang Yufei | 2'06"32  |
| Misti                           | |          | |          | |          |
| 200 m (dettagli)                | Alexandra Walsh | 2'07"13  | Kaylee McKeown | 2'08"57  | Leah Hayes | 2'08"91  |
| 400 m (dettagli)                | Summer McIntosh | 4'32"04  | Katie Grimes | 4'32"67  | Emma Weyant | 4'36"00  |
| Staffette                       | |          | |          | |          |
| 4x100 m stile libero (dettagli) | Australia Mollie O'Callaghan (52"70) Madison Wilson (52"60) Meg Harris (53"00) Shayna Jack (52"65) Leah Neale* Brianna Throssell*                        | 3'30"95  | Canada Kayla Sanchez (53"45) Taylor Ruck (52"92) Margaret MacNeil (53"27) Penny Oleksiak (52"51) Rebecca Smith* Katerine Savard*                 | 3'32"15  | Stati Uniti Torri Huske (52"96) Erika Brown (53"30) Kate Douglass (53"61) Claire Curzan (52"71) Mallory Comerford* Natalie Hinds*                           | 3'32"58  |
| 4x200 m stile libero (dettagli) | Stati Uniti Claire Weinstein (1'56"71) Leah Smith (1'56"47) Katie Ledecky (1'53"67) Bella Sims (1'54"60) Alexandra Walsh* Hali Flickinger*               | 7'41"45  | Australia Madison Wilson (1'56"74) Leah Neale (1'55"27) Kiah Melverton (1'55"91) Mollie O'Callaghan (1'55"94) Lani Pallister* Brianna Throssell* | 7'43"86  | Canada Summer McIntosh (1'54"79) Kayla Sanchez (1'57"39) Taylor Ruck (1'56"75) Penny Oleksiak (1'55"83) Mary-Sophie Harvey* Katerine Savard* Rebecca Smith* | 7'44"76  |
| 4x100 m misti (dettagli)        | Stati Uniti Regan Smith (58"40) Lilly King (1'05"89) Torri Huske (56"67) Claire Curzan (52"82) Rhyan White* Alexandra Walsh* Natalie Hinds* Erika Brown* | 3'53"78  | Australia Kaylee McKeown (58"77) Jenna Strauch (1'05"99) Brianna Throssell (57"19) Mollie O'Callaghan (52"30) Madison Wilson*                    | 3'54"25  | Canada Kylie Masse (58"39) Rachel Nicol (1'07"17) Margaret MacNeil (56"80) Penny Oleksiak (52"65) Ingrid Wilm* Kelsey Wog* Kayla Sanchez*                   | 3'55"01  |

Nota: * indica le nuotatrici che hanno gareggiato solamente in batteria.

### Misto
| Evento                          | Oro | Tempo   | Argento | Tempo   | Bronzo | Tempo   |
| ------------------------------- | --- | ------- | --- | ------- | --- | ------- |
| Staffette                       | |         | |         | |         |
| 4x100 m stile libero (dettagli) | Australia Jack Cartwright (48"12) Kyle Chalmers (46"98) Madison Wilson (52"25) Mollie O'Callaghan (52"03) Zac Incerti* William Yang* Meg Harris* Leah Neale* | 3'19"38 | Canada Joshua Liendo (48"02) Javier Acevedo (47"96) Kayla Sanchez (52"52) Penny Oleksiak (52"11) Ruslan Gaziev* Taylor Ruck* Margaret MacNeil*                      | 3'20"61 | Stati Uniti Ryan Held (47"93) Brooks Curry (47"72) Torri Huske (52"52) Claire Curzan (52"11) Drew Kibler* Erika Brown* Kate Douglass* | 3'21"09 |
| 4x100 m misti (dettagli)        | Stati Uniti Hunter Armstrong (52"14) Nic Fink (57"86) Torri Huske (56"17) Claire Curzan (52"62) Ryan Murphy* Lilly King* Michael Andrew* Erika Brown*        | 3'38"79 | Australia Kaylee McKeown (58"66) Zac Stubblety-Cook (58"92) Matthew Temple (50"84) Shayna Jack (52"92) Isaac Cooper* Matthew Wilson* Brianna Throssell* Meg Harris* | 3'41"34 | Paesi Bassi Kira Toussaint (59"72) Arno Kamminga (58"28) Nyls Korstanje (50"99) Marrit Steenbergen (52"55)                            | 3'41"54 |

Nota: * indica i nuotatori che hanno gareggiato solamente in batteria.

## Medagliere
| Pos.   | Paese         | Oro | Argento | Bronzo | Totale |
| ------ | ------------- | --- | ------- | ------ | ------ |
| 1      | Stati Uniti   | 17  | 12      | 16     | 45     |
| 2      | Australia     | 6   | 9       | 2      | 17     |
| 3      | Italia        | 5   | 2       | 2      | 9      |
| 4      | Canada        | 3   | 4       | 4      | 11     |
| 5      | Francia       | 2   | 4       | 2      | 8      |
| 6      | Svezia        | 2   | 2       | 0      | 4      |
| 7      | Romania       | 2   | 0       | 0      | 2      |
| 7      | Ungheria      | 2   | 0       | 0      | 2      |
| 9      | Gran Bretagna | 1   | 1       | 3      | 5      |
| 10     | Cina          | 1   | 0       | 4      | 5      |
| 11     | Lituania      | 1   | 0       | 1      | 2      |
| 12     | Germania      | 0   | 3       | 1      | 4      |
| 13     | Giappone      | 0   | 2       | 2      | 4      |
| 14     | Brasile       | 0   | 1       | 1      | 2      |
| 14     | Paesi Bassi   | 0   | 1       | 1      | 2      |
| 14     | Polonia       | 0   | 1       | 1      | 2      |
| 17     | Corea del Sud | 0   | 1       | 0      | 1      |
| 18     | Sudafrica     | 0   | 0       | 1      | 1      |
| 18     | Ucraina       | 0   | 0       | 1      | 1      |
| Totale | Totale        | 42  | 43      | 42     | 127    |